# 蛇田
蛇田（へびた）は、宮城県石巻市にある大字および地区名（後述）。旧牡鹿郡蛇田村の一部に相当する。郵便番号は986-0861。住民基本台帳に基づく人口は9,619人、世帯数は4,670世帯（2025年4月30日現在）。

## 地理
蛇田は石巻市の西部に位置し、蛇田駅前に家屋が密集している。また、多くの町丁および大字に囲まれており、北で鹿又、旧北上川を境にして東で南境、北上運河を境にして南東で境谷地や新橋、南で門脇、西で須江と接し、囲うように蛇田地区を構成するその他の町丁と接する。

### 小字
仙台法務局石巻支局の「石巻市登記所備付地図データ」（2024年10月5日時点）、デジタル庁公表のアドレス・ベース・レジストリの「宮城県町字マスターデータセット」（2024年8月13日時点）、東北運輸局公表の「東北運輸局宮城運輸支局住所コード表」（2024年11月1日時点）によれば、蛇田の小字は以下の通りである。
| 町字ID  | 町・字 | 町・字       | 出典         | 出典   | 出典 |
| 町字ID  | 大字   | 小字         | 町字マスター | 運輸局 | 登記 |
| ------- | ------ | ------------ | ------------ | ------ | ---- |
| 0185101 | 蛇田   | 字太田切     | ○            | ○      | ○    |
| 0185102 | 蛇田   | 字〆切       | ○            | ○      | ○    |
| 0185103 | 蛇田   | 字芋殻町     | ○            | ○      | ×    |
| 0185104 | 蛇田   | 字沖         | ○            | ○      | ○    |
| 0185105 | 蛇田   | 字下沼       | ○            | ○      | ○    |
| 0185106 | 蛇田   | 字下前沼     | ○            | ○      | ○    |
| 0185107 | 蛇田   | 字下谷地     | ○            | ○      | ○    |
| 0185108 | 蛇田   | 字下中埣     | ○            | ○      | ○    |
| 0185109 | 蛇田   | 字刈場       | ○            | ○      | ○    |
| 0185110 | 蛇田   | 字丸井戸     | ○            | ○      | ○    |
| 0185111 | 蛇田   | 字丸沼       | ○            | ○      | ○    |
| 0185112 | 蛇田   | 字久七前     | ○            | ○      | ×    |
| 0185113 | 蛇田   | 字境塚       | ○            | ○      | ○    |
| 0185114 | 蛇田   | 字金沼       | ○            | ○      | ×    |
| 0185115 | 蛇田   | 字金津町     | ○            | ○      | ○    |
| 0185116 | 蛇田   | 字金津町前   | ○            | ○      | ○    |
| 0185117 | 蛇田   | 字菰継       | ○            | ○      | ○    |
| 0185118 | 蛇田   | 字五軒屋敷   | ○            | ○      | ○    |
| 0185119 | 蛇田   | 字五軒屋敷前 | ○            | ○      | ○    |
| 0185120 | 蛇田   | 字御蔵       | ○            | ○      | ○    |
| 0185121 | 蛇田   | 字江向       | ○            | ○      | ○    |
| 0185122 | 蛇田   | 字細沼       | ○            | ○      | ○    |
| 0185123 | 蛇田   | 字細田       | ○            | ○      | ×    |
| 0185124 | 蛇田   | 字三ツ口     | ○            | ○      | ○    |
| 0185125 | 蛇田   | 字三ツ口南   | ○            | ○      | ○    |
| 0185126 | 蛇田   | 字山崎       | ○            | ○      | ○    |
| 0185127 | 蛇田   | 字小斎       | ○            | ○      | ○    |
| 0185128 | 蛇田   | 字沼向       | ○            | ○      | ○    |
| 0185129 | 蛇田   | 字沼向前     | ○            | ×      | ○    |
| 0185130 | 蛇田   | 字沼向前北   | ○            | ○      | ○    |
| 0185131 | 蛇田   | 字焼谷地     | ○            | ○      | ○    |
| 0185132 | 蛇田   | 字上沼       | ○            | ○      | ○    |
| 0185133 | 蛇田   | 字上前沼     | ○            | ○      | ×    |
| 0185134 | 蛇田   | 字上待井     | ○            | ×      | ○    |
| 0185135 | 蛇田   | 字上谷地     | ○            | ○      | ○    |
| 0185136 | 蛇田   | 字上谷地下   | ○            | ○      | ×    |
| 0185137 | 蛇田   | 字上中埣     | ○            | ○      | ○    |
| 0185138 | 蛇田   | 字新〆切     | ○            | ○      | ○    |
| 0185139 | 蛇田   | 字新下浦     | ○            | ○      | ○    |
| 0185140 | 蛇田   | 字新下沼     | ○            | ○      | ○    |
| 0185141 | 蛇田   | 字新下前沼   | ○            | ○      | ○    |
| 0185142 | 蛇田   | 字新刈場     | ○            | ○      | ○    |
| 0185143 | 蛇田   | 字新丸井戸   | ○            | ○      | ○    |
| 0185144 | 蛇田   | 字新金沼     | ○            | ○      | ○    |
| 0185145 | 蛇田   | 字新山崎     | ○            | ○      | ○    |
| 0185146 | 蛇田   | 字新沼向後   | ○            | ○      | ○    |
| 0185147 | 蛇田   | 字新沼向前   | ○            | ○      | ○    |
| 0185148 | 蛇田   | 字新沼田     | ○            | ○      | ○    |
| 0185149 | 蛇田   | 字新上沼     | ○            | ○      | ○    |
| 0185150 | 蛇田   | 字新上待井   | ○            | ○      | ×    |
| 0185151 | 蛇田   | 字新深田     | ○            | ○      | ○    |
| 0185152 | 蛇田   | 字新西境谷地 | ○            | ○      | ○    |
| 0185153 | 蛇田   | 字新西前沼   | ○            | ○      | ○    |
| 0185154 | 蛇田   | 字新大埣     | ○            | ○      | ○    |
| 0185155 | 蛇田   | 字新谷地前   | ○            | ○      | ○    |
| 0185156 | 蛇田   | 字新堤       | ○            | ○      | ×    |
| 0185157 | 蛇田   | 字新東前沼   | ○            | ○      | ○    |
| 0185158 | 蛇田   | 字新浜江場   | ○            | ○      | ○    |
| 0185159 | 蛇田   | 字新立野     | ○            | ○      | ○    |
| 0185160 | 蛇田   | 字新埣寺     | ○            | ○      | ○    |
| 0185161 | 蛇田   | 字深田       | ○            | ×      | ○    |
| 0185162 | 蛇田   | 字西境谷地   | ○            | ○      | ○    |
| 0185163 | 蛇田   | 字西沼田     | ○            | ○      | ○    |
| 0185164 | 蛇田   | 字西道下     | ○            | ○      | ○    |
| 0185165 | 蛇田   | 字西道上     | ○            | ○      | ×    |
| 0185166 | 蛇田   | 字川前       | ○            | ○      | ○    |
| 0185167 | 蛇田   | 字前田       | ○            | ○      | ○    |
| 0185168 | 蛇田   | 字曽波山     | ○            | ○      | ○    |
| 0185169 | 蛇田   | 字大埣       | ○            | ○      | ×    |
| 0185170 | 蛇田   | 字中道下     | ○            | ○      | ○    |
| 0185171 | 蛇田   | 字中埣       | ○            | ○      | ○    |
| 0185172 | 蛇田   | 字堤         | ○            | ×      | ○    |
| 0185173 | 蛇田   | 字土和田     | ○            | ○      | ○    |
| 0185174 | 蛇田   | 字土和田山   | ○            | ○      | ○    |
| 0185175 | 蛇田   | 字東沼田     | ○            | ○      | ×    |
| 0185176 | 蛇田   | 字東道下     | ○            | ○      | ○    |
| 0185177 | 蛇田   | 字東道上     | ○            | ○      | ○    |
| 0185178 | 蛇田   | 字道上       | ○            | ○      | ○    |
| 0185179 | 蛇田   | 字南久林     | ○            | ○      | ○    |
| 0185180 | 蛇田   | 字南経塚     | ○            | ○      | ○    |
| 0185181 | 蛇田   | 字南道下     | ○            | ○      | ○    |
| 0185182 | 蛇田   | 字二間堀二   | ○            | ○      | ○    |
| 0185183 | 蛇田   | 字浜江場     | ○            | ○      | ○    |
| 0185184 | 蛇田   | 字福村南     | ○            | ○      | ○    |
| 0185185 | 蛇田   | 字福村北     | ○            | ○      | ○    |
| 0185186 | 蛇田   | 字北久林     | ○            | ○      | ○    |
| 0185187 | 蛇田   | 字北経塚     | ○            | ○      | ○    |
| 0185188 | 蛇田   | 字北末毛     | ○            | ○      | ○    |
| 0185189 | 蛇田   | 字雷神       | ○            | ○      | ○    |
| 0185190 | 蛇田   | 字埣寺       | ○            | ○      | ○    |
| 0185191 | 蛇田   | 字閘門       | ○            | ○      | ○    |
| なし    | 蛇田   | 字新上浦     | ×            | ○      | ×    |
| なし    | 蛇田   | 字新下堀     | ×            | ○      | ×    |
| なし    | 蛇田   | 字柳下       | ×            | ○      | ×    |

## 歴史
蛇田の名の資料上の初見は1631年（寛永8年）の伊達政宗領地黒印状にある「小鹿之内へびた」である。
寛政4年（1792年）成立の伊達世臣家譜の中に、「元和8年実信嘗受新田于牡鹿郡蛇田邑、開三百九十九石一升之由」と記されており、江戸期、蛇田が地名として成立していたことが明らかになっている。
1646年（正保3年）には、伊具郡小斎邑主佐藤家の次男、佐藤定信が宍戸、森、高瀬、斎藤、星、伏見、氏家、大田、遠藤、木村、小川、高橋などといった侍40人と足軽33人、73家中総勢150人を連れて、蛇田の野谷地へと移住した。江戸期には蛇田は蛇田本郷と称された蛇田町（旭町）や山下地区を中心に栄え、とくに蛇田町（旭町）は石巻村内の石巻町・住吉町とともに石巻宿を構成していた。
明治期になると、蛇田村は石巻村・門脇村・湊村と石巻村外三ケ村連合村を形成したが、これら4ケ村はそれぞれ民情風情が大いに異なっており、各村は一村となることを消極的であった。結局、牡鹿郡長竹内の裁定により、蛇田村は独立を保つことができた。
蛇田村および大字蛇田は町村制以降、多くの境界変更・住居表示実施を経てその区域は元来の蛇田の区域よりかなり小さくなった。明治初期、石巻村と蛇田村の境界は旭町周辺から久円寺堀を西進し石巻駅を南方へ、赤土山下の北麓を西走して山下明神山に達する線であったが、1874年（明治7年）の蛇田町の石巻村編入により土田淵（水押堤防付近）から南西方の明神山鳥屋神社付近に至る一線を画した蛇田村東部一帯が石巻村に編入された。1949年（昭和24年）には山下地区が石巻市に編入され、北上運河以東が石巻市所属となった。

### 沿革
- 367年（仁徳天皇55年） - 上毛野田道将軍が戦死[8]。
- 1633年（寛永10年） - 蛇田村山下に桂林山禅昌寺が開山[8]。
- 1646年（正保3年） - 伊具郡小斎邑主佐藤氏から分かれた佐藤定信が蛇田の野谷地を拝領し、新田開発をはじめる[9]。
- 1663年（寛文3年） - 蛇田村の愛宕山東雲寺が現在地に移転[8]。
- 1666年（寛文6年） - 蛇田村蛇田町が開町[8]。
- 1753年（宝暦3年） - 蛇田町から出火し、307軒が焼ける[8]。
- 1874年（明治7年） - 蛇田村のうち蛇田町、蛇田頭、蛇田浦内、蛇田浦外が石巻村に編入[注 4][10][11][9]。
- 1889年（明治22年） - 町村制が施行され、蛇田村が成立。
- 1928年（昭和3年） - 宮城電気鉄道が小野〜石巻間開通[8]。
- 1933年（昭和8年） - 蛇田村の一部が石巻市に編入[6]。
- 1949年（昭和24年） - 蛇田村の明神山、山下、山下西、鍋倉、鍋倉前、南谷地、七窪、横堤、横堤前、揚慮原、揚慮原西、深淵、境谷地、清水尻、清水尻西、西中里、東中里、面剣田、水押の各全部が石巻市へ編入[8][14]。
- 1953年（昭和28年） - 鹿又村と境界変改が行われる[6]。
- 1955年（昭和30年） - 蛇田村が石巻市に編入され、石巻市蛇田となる。
- 1972年（昭和47年） - 向陽町一〜五丁目が分立[6]。
- 1973年（昭和48年） - 蛇田ニュータウンが完成[8]。
- 1998年（平成10年） - 石巻河南インターチェンジ開通[8]。
- 2006年（平成18年） - 石巻赤十字病院が湊から蛇田地区に新築移転[8]。
- 2013年（平成25年）5月11日 - 蛇田西部土地区画整理事業に伴い、蛇田字福村南・蛇田字菰継・蛇田字五軒屋敷・蛇田字五軒屋敷前・蛇田字新金沼の各一部を分離し、茜平が設置される[15]。
- 2014年（平成26年）2月22日 - 蛇田北部土地区画整理事業に伴い、蛇田字東道下・蛇田字西道下の各一部を分離し、わかばが設置される[16]。
- 2014年（平成26年）5月10日 - 蛇田中央土地区画整理事業に伴い、蛇田字芋殻町・蛇田字新金沼・蛇田字新大埣蛇田字太田切・蛇田字大埣・蛇田字福村南の各一部を分離し、恵み野が設置される[17]。
- 2017年（平成29年）5月21日 - あけぼの北地区被災市街地復興土地区画整理事業に伴い、蛇田字西道下の一部を分離し、あけぼの北が設置される[18]。
- 2017年（平成29年）11月3日 - 新蛇田地区被災市街地復興土地区画整理事業に伴い、蛇田字新立野・蛇田字新沼田の各一部を分離し、のぞみ野が設置される[19]。
- 2018年（平成30年）8月25日 - 新蛇田南・新蛇田南第二地区被災市街地復興土地区画整理事業に伴い、蛇田字上前沼、蛇田字新西前沼、蛇田字新沼田、蛇田字西沼田、蛇田字細田と門脇字青葉西の各一部を分離し、あゆみ野が設置される[20]。
- 2020年（令和2年） - 石巻市蛇田支所・公民館が新築移転で供用開始[8]。

### 名称の由来
名称の由来は諸説ある。中でも有力とされるものを下に挙げる。
蛇田道公説
日本書紀仁徳天皇五十五年条にある
という、田道が大蛇となって蝦夷を破った伝説を信じた村人が、蛇田道公と田道を尊称し、祠を建て祀ったことを由来とする説。
現に蛇田には、田道が戦死したとされる面剣田という小字が存在し、1801年（享和元年）に山下町の禅昌寺で「霊蛇田道古墳」（高さ95センチ・幅34センチ）と記された石碑が発見されている。
蛇多説
1773年（安永2年）三月成立の蛇田村風土記御用書出の冒頭に、「一村名ニ付由来」として次の伝承が記されている。
このように蛇田村風土記御用書出には、燕がくわえてきた瓜の実を植えたところ、大きな実がなり、その中から数多のヘビが出てきたため、蛇多村と命名し、後年に蛇田と改称したと記されている。なお、伝承にある蛇塚とは、蛇田村風土記御用書出によると
とある。

## 施設

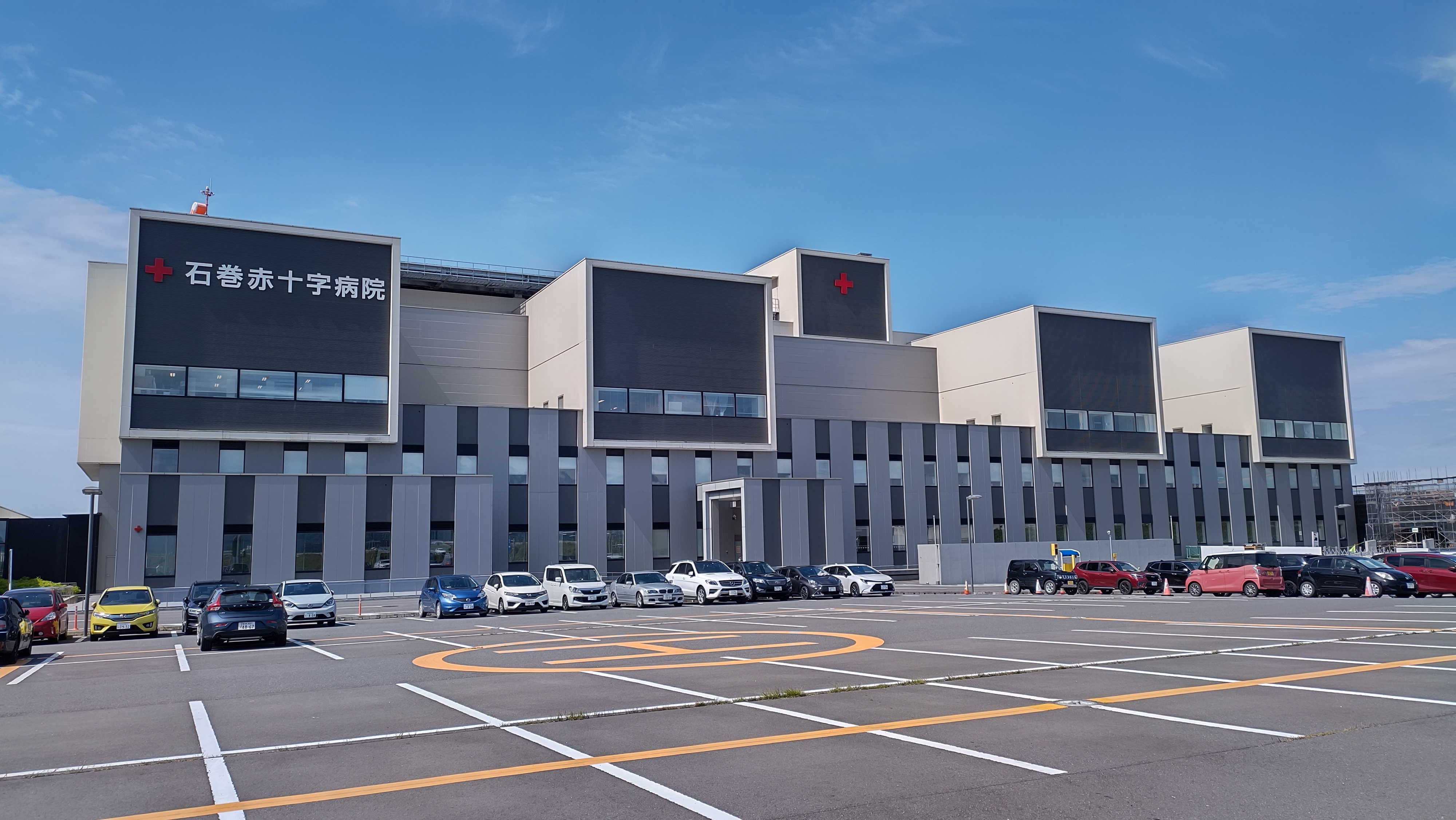
石巻赤十字病院

- 石巻赤十字病院
- 宮城県立石巻支援学校
- 石巻市立蛇田小学校[23]
- 石巻たから保育園[24]
- JAいしのまきローンセンター[25]

## 交通

### 鉄道

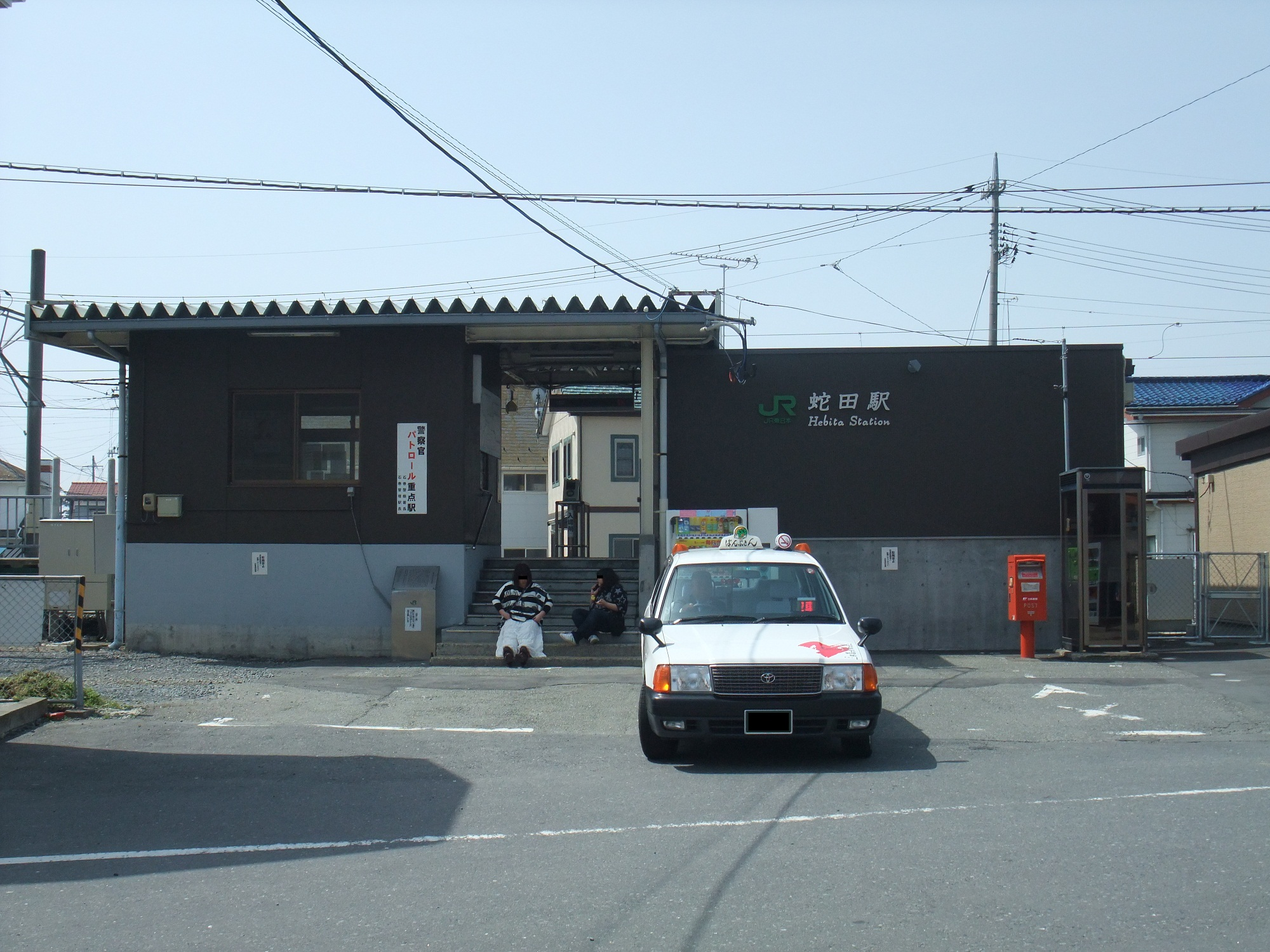
JR蛇田駅の外観。

- JR仙石線・仙石東北ライン
  - 蛇田駅

### 道路
- 三陸沿岸道路
  - 石巻河南インターチェンジ
  - 石巻女川インターチェンジ
- 国道45号
- 国道108号
- 国道398号
- 宮城県道16号石巻鹿島台大衡線
- 宮城県道296号石巻女川インター線

## 小・中学校の学区
学区は以下の通りである。
| 小字 | 小学校             | 中学校             |
| --- | ------------------ | ------------------ |
| 下中埣、上中埣、中埣、新谷地前、新丸井戸、金津町、金津町前、下谷地、上谷地、埣寺、新埣寺、新下前沼、新東前沼、新西前沼、下前沼、新立野、沖、雷神、前田、小斎、新西境谷地（1番地〜24番地、46番地〜58番地）、閘門（12番地〜21番地）、新下沼（53番地〜114番地）、新金沼、菰継（1番地、6番地〜11番地、16番地〜28番地、35番地2〜36番地1、47番地〜79番地14） | 石巻市立蛇田小学校 | 石巻市立蛇田中学校 |
| 西境谷地、下境谷地、刈場、新刈場、沼向、新沼向前、新沼向後、新上沼、丸沼、福村北、北経塚、南経塚、北久林、南久林、三ツ口、三ツ口南、浜江場、新浜江場、土和田、土和田山、新山崎、川前、曽波山、東道下、西道下、道上、新深田、新提、上待井、境塚、新下浦、新西境谷地（33番地、34番地、93番地から137番地まで）、閘門（23番地1から31番地2まで）、新下沼（53番地から114番地までを除く。）、菰継（3番地１、14番地、29番地１から34番地まで、37番地１から45番地まで）、福村南 | 石巻市立向陽小学校 | 石巻市立蛇田中学校 |

## 行政区
石巻市は世帯数及び人口の調査、世帯台帳の整備、市行政の周知、連絡、通知のための公文書の配布伝達を円滑に行うために、行政区を定めている。石巻市の例規「石巻市行政委員規則」（2024年2月1日施行）によれば、蛇田と対応する行政区は以下の通りである。
| 行政区          | 町・字（特記なければ各一部） | 町・字（特記なければ各一部） |
| 行政区          | 大字                         | 小字                         |
| --------------- | ---------------------------- | ---------------------------- |
| 新橋            | 蛇田                         | 字閘門                       |
| 新橋            | 蛇田                         | 字新下沼                     |
| 新橋            | 蛇田                         | 字下中埣                     |
| 新橋            | 蛇田                         | 字新西境谷地                 |
| 新橋            | 蛇田                         | 字新谷地                     |
| 境谷地          | 蛇田                         | 字西境谷地（全部）           |
| 境谷地          | 蛇田                         | 字刈場（全部）               |
| 境谷地          | 蛇田                         | 字沼向（全部）               |
| 境谷地          | 蛇田                         | 字新沼向前（全部）           |
| 境谷地          | 蛇田                         | 字東道下（全部）             |
| 境谷地          | 蛇田                         | 字西道下                     |
| 境谷地          | 蛇田                         | 字閘門                       |
| 境谷地          | 蛇田                         | 字新刈場（全部）             |
| 境谷地          | 蛇田                         | 字新西境谷地                 |
| 境谷地          | 蛇田                         | 字新上沼（全部）             |
| 境谷地          | 蛇田                         | 字新下沼                     |
| 丸井戸第1       | 蛇田                         | 字下中埣                     |
| 丸井戸第1       | 蛇田                         | 字中埣                       |
| 丸井戸第1       | 蛇田                         | 字新丸井戸                   |
| 丸井戸第2       | 蛇田                         | 字閘門                       |
| 丸井戸第2       | 蛇田                         | 字新下沼                     |
| 丸井戸第2       | 蛇田                         | 字丸井戸                     |
| 丸井戸第2       | 蛇田                         | 字下中埣                     |
| 中埣第1         | 蛇田                         | 字下中埣                     |
| 中埣第1         | 蛇田                         | 字中埣                       |
| 中埣第1         | 蛇田                         | 字金津町                     |
| 中埣第1         | 蛇田                         | 字新谷地前                   |
| 中埣第2         | 蛇田                         | 字中埣                       |
| 中埣第2         | 蛇田                         | 字上中埣                     |
| 中埣第2         | 蛇田                         | 字新丸井戸                   |
| 谷地第1         | 蛇田                         | 字下谷地                     |
| 谷地第1         | 蛇田                         | 字埣寺（全部）               |
| 谷地第1         | 蛇田                         | 字新埣寺                     |
| 谷地第1         | 蛇田                         | 字新大埣                     |
| 谷地第2         | 蛇田                         | 字下谷地                     |
| 谷地第2         | 蛇田                         | 字金津町                     |
| 谷地第3         | 蛇田                         | 字上谷地                     |
| 谷地第3         | 蛇田                         | 字新谷地前                   |
| 谷地第3         | 蛇田                         | 字新下前沼                   |
| 谷地第3         | 蛇田                         | 字下谷地                     |
| 新谷地前        | 蛇田                         | 字下谷地                     |
| 新谷地前        | 蛇田                         | 字新谷地前                   |
| 新谷地前        | 蛇田                         | 字金津町前（全部）           |
| 上第1           | 蛇田                         | 字上中埣                     |
| 上第1           | 蛇田                         | 字新丸井戸                   |
| 上第1           | 蛇田                         | 字中埣                       |
| 上第1           | 蛇田                         | 字新寺埣                     |
| 恵み野東        | 蛇田                         | 字太田切（全部）             |
| 恵み野東        | 蛇田                         | 字新大埣                     |
| 恵み野東        | 蛇田                         | 字新金沼                     |
| 恵み野東        | 蛇田                         | 字上中埣                     |
| 恵み野東        | 蛇田                         | 字柳下（全部）               |
| 恵み野西        | 蛇田                         | 字新金沼                     |
| 福村            | 蛇田                         | 字福村北（全部）             |
| 福村            | 蛇田                         | 字福村南（全部）             |
| 福村            | 蛇田                         | 字北経塚                     |
| 福村            | 蛇田                         | 字五軒屋敷                   |
| 福村            | 蛇田                         | 字南経塚                     |
| 福村            | 蛇田                         | 字新金沼                     |
| 裏              | 蛇田                         | 字北経塚                     |
| 裏              | 蛇田                         | 字南経塚                     |
| 裏              | 蛇田                         | 字菰継                       |
| 裏              | 蛇田                         | 字新立野                     |
| 沖              | 蛇田                         | 字沖                         |
| 沖              | 蛇田                         | 字雷神                       |
| 沖              | 蛇田                         | 字前田（全部）               |
| 沖              | 蛇田                         | 字菰継                       |
| 沖              | 蛇田                         | 字新立野                     |
| 仲              | 蛇田                         | 字小斎（全部）               |
| 仲              | 蛇田                         | 字菰継                       |
| 仲              | 蛇田                         | 字新立野                     |
| 仲              | 蛇田                         | 字沖                         |
| 仲              | 蛇田                         | 字境塚                       |
| 仲              | 蛇田                         | 字雷神                       |
| 浜江場          | 蛇田                         | 字三ツ口（全部）             |
| 浜江場          | 蛇田                         | 字三ツ口南（全部）           |
| 浜江場          | 蛇田                         | 字丸沼（全部）               |
| 浜江場          | 蛇田                         | 字境塚                       |
| 浜江場          | 蛇田                         | 字浜江場（全部）             |
| 浜江場          | 蛇田                         | 字山崎（全部）               |
| 浜江場          | 蛇田                         | 字土和田山（全部）           |
| 浜江場          | 蛇田                         | 字土和田（全部）             |
| 浜江場          | 蛇田                         | 字新山崎（全部）             |
| 浜江場          | 蛇田                         | 字南久林                     |
| 浜江場          | 蛇田                         | 字北久林（全部）             |
| 浜江場          | 蛇田                         | 字新浜江場（全部）           |
| 浜江場          | 蛇田                         | 字菰継                       |
| 東前沼第1       | 蛇田                         | 字新東前沼                   |
| 東前沼第1       | 蛇田                         | 字下前沼（全部）             |
| 東前沼第2       | 蛇田                         | 字新東前沼                   |
| 東前沼第2       | 蛇田                         | 字新西前沼                   |
| 新下前沼        | 蛇田                         | 字新下前沼                   |
| 向陽町一丁目    | 蛇田                         | 字新下沼                     |
| 向陽町二丁目第1 | 蛇田                         | 字新下沼                     |
| 向陽町二丁目第1 | 蛇田                         | 字新下浦（全部）             |

## 東日本大震災
2011年に起きた東日本大震災では34名の住民が犠牲となった。
また、近隣に位置する門脇の地震計は震度6弱を記録した。
2012年11月30日時点の蛇田における世代・男女別の犠牲者・死亡率は以下の通りである。
| 世代と性別 | 死者 | 死亡率 | 当時の人口 |
| ---------- | ---- | ------ | ---------- |
| 男性       | 19   | 0.34%  | 5,577      |
| 女性       | 15   | 0.25%  | 6,029      |
| 15歳未満   | 2    | 0.11%  | 1,788      |
| 15 - 64歳  | 27   | 0.37%  | 7,287      |
| 65歳以上   | 5    | 0.20%  | 2,501      |
| 合計       | 34   | 0.29%  | 11,606     |

## 蛇田地区

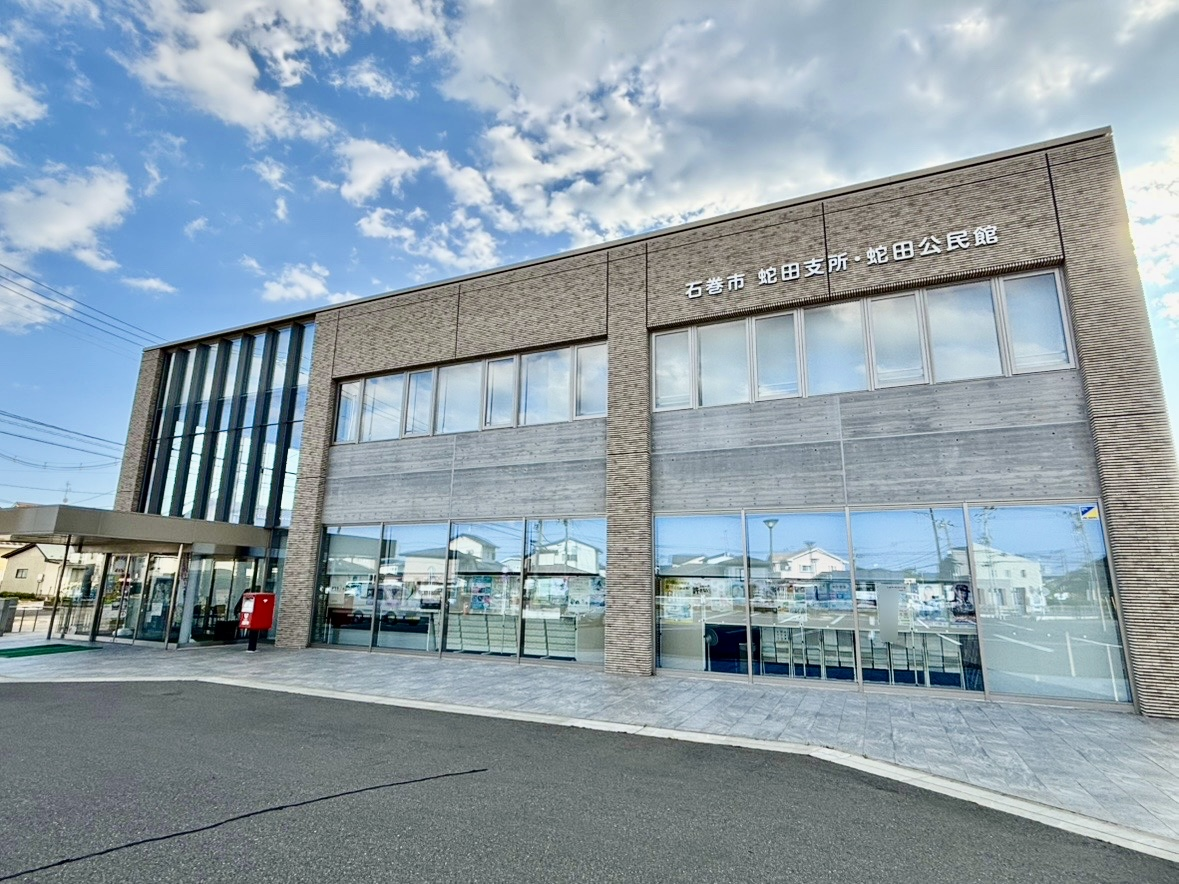
石巻市役所蛇田支所

蛇田地区（へびたちく）もしくは蛇田地域（へびたちいき）は石巻市本庁地区内の地区の名前である。のぞみ野など開発が特に進んでいる地区は特に新蛇田地区といわれる。

### 概要
近年、大字蛇田を含む蛇田地区は開発が進んでおり、国勢調査によると2020年は2015年と比べて人口は12.58%、世帯数は16.53%増加しており、石巻市で最も人口が増加している地域であると言える。また、2018年（平成30年）3月には東中里一丁目にあった宮城県石巻合同庁舎が蛇田字新沼田（現在のあゆみ野五丁目7番地）に移転し、宮城県東部地方振興事務所や宮城県東部土木事務所もといった県の出先機関が当地区に移転するなど、行政機能の移転が実施されている。
ちなみに、蛇田地域は蛇田の名を冠するが、石巻市役所蛇田支所は大字蛇田ではなく、恵み野二丁目にある。

### 範囲
蛇田、向陽町、新境町、丸井戸、あけぼの、茜平、わかば、恵み野、あけぼの北、のぞみ野、あゆみ野を範囲とする。

### 石巻市史
- 石巻市史編纂委員会 編『石巻市史』 3巻、石巻市役所、1959年12月20日。
- 石巻市史編さん委員会 編『石巻の歴史』 3巻、石巻市役所、1988年3月31日。
- 石巻市史編さん委員会 編『石巻の歴史』 10巻、石巻市役所、1994年3月。

### その他
- 平凡社地方資料センター 『宮城県の地名』（日本歴史地名大系第4巻） 平凡社、1987年。
- 「角川日本地名大辞典」編纂委員会 編『角川日本地名大辞典』 4 宮城県、角川書店、1979年12月1日。ISBN 4040010302。
- 小野寺豊、邊見清二 著、石巻アーカイブ 編『写真と地図で見る歴史『蛇田事典』（おらほの町の郷土史づくりプロジェクト報告書）』石巻アーカイブ、2020年3月。2024年11月10日閲覧。